# Fait vivir
Fait vivir es una película documental coproducida entre Colombia y Canadá, dirigida y escrita por Óscar Ruiz Navia y estrenada internacionalmente el 14 de agosto de 2020. Durante su paso por festivales, participó en eventos como el Bogotá International Film Festival, el Festival de Cine Latinoamericano de Biarritz, el Festival Internacional de Cine de Cali, el Transcinema Festival Internacional de Cine de Perú, la Muestra Internacional Documental de Bogotá y el Festival Internacional de Cine UNAM de México, entre otros.

## Sinopsis
En una lejana población tropical aparece un gobernante que prohíbe todo tipo de expresión artística como el baile, el canto y la fiesta. Este hecho da inicio a Makondo, una obra creada por la Gypsy Kumbia Orchestra que reúne músicos y artistas de todo el mundo. Manuk, un niño de cinco años, relata las aventuras de esta pintoresca agrupación y su transitar por pueblos y localidades colombianas azotadas por el conflicto armado.

## Reparto
- Manuk Aukan Mejía
- Carmen Ruiz Navia
- Juan Sebastián Mejía
- Anina Mejía

## Recepción
Rodrigo Torrijos de la revista Rolling Stone Colombia le dio una puntuación de tres estrellas y media sobre cinco posibles, afirmando que Fait Vivir "se sirve de la poesía que habita en la realidad y la hace bailar con sus dosis de fantasía, mira más allá de los límites del género documental y crea un viaje lleno de positivismo en el que es fácil perderse".